# Kel Mitchell
Kel Johari Rice Mitchell (n. 25 august 1978, Chicago, Illinois, SUA) este un actor american, comedian stand-up, muzician, cântăreț și rapper.

## Legături externe
- Site web oficial
- Kel Mitchell la Internet Movie Database